# ランチア・D50
ランチア D50 (Lancia D50) は、1954年から1955年にかけてランチアがF1世界選手権で使用したフォーミュラ1カーである。その後スクーデリア・フェラーリに譲渡され、1956年はランチア・フェラーリ D50として使用された。1957年の名称はフェラーリ 801F1。

## ランチア D50

### 特徴

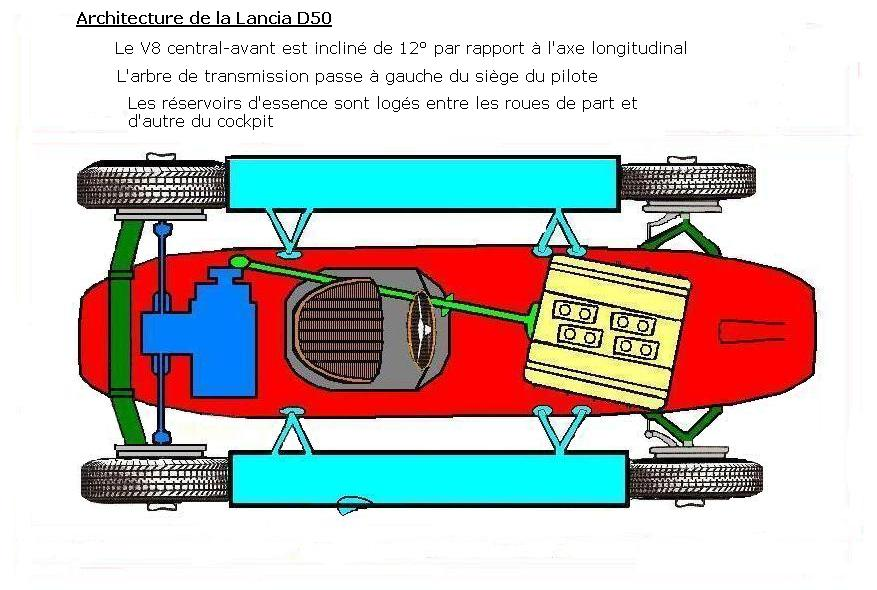
エンジン（黄色）とプロペラシャフト（黄緑色）、燃料タンク（水色）の配置図

ランチアはモータースポーツ愛好家のジャンニ・ランチアが経営者となってからスポーツカーレースに参戦し、1954年からF1世界選手権に進出することを計画した。開発主任のヴィットリオ・ヤーノはD50の設計にあたり、当時としては先進的な技術的挑戦を行った。
従来のフロントエンジン車は操縦席の下にプロペラシャフトがあったが、D50はエンジンを前後中心線から12度オフセットすることで、ドライブシャフトが操縦席の横（ドライバーの左側）を通るようにした。これにより全高が低くなり、前面投影面積を小さくして空気抵抗を減らすことができた。また、エンジンをシャーシと接合し、車体構造の一部とすることで剛性を高めた。この手法は1960年代後半からF1で普及するエンジンのストレスメンバー化の先駆けとなった。
燃料タンクは車体左右に張り出したサイドポンツーンの中にあり、燃料消費による重量バランスの変化を抑えた。サイドポンツーンは前後輪間の空間を埋めるエアロパーツとしての役割も果たした。

### 数奇な運命
ランチアは高額の契約金でフェラーリから2年連続チャンピオンのアルベルト・アスカリを迎えたが、D50の開発は遅れ、デビューは1954年シーズンの最終戦スペインGPにずれこんだ。この年はメルセデス・ベンツ・W196が圧倒的な強さを見せていたが、アスカリはポールポジションとファステストラップを記録してマシンの潜在能力を示した。メルセデス・ベンツのエンジニア、ルドルフ・ウーレンハウトは後年、1950年代半ばに彼らが脅威を感じたマシンはヤーノが設計したD50だけであったことを認めている。
1955年の第2戦モナコGPで、アスカリはトップに浮上した直後シケインから港に転落。海中から無事救助されたが、その4日後、モンツァ・サーキットでテスト中に事故死した。エースドライバーの死と資金難に見舞われたランチアはF1撤退を決断。D50はわずか4戦で姿を消すかと思われたが、イタリア自動車協会の仲介でフィアット、ランチア、フェラーリの3社交渉が行われ、ランチアが6台のD50とレース資材一切をフェラーリに譲り渡し、フィアットが向こう5年間フェラーリに資金援助するという合意がなされた。これに伴いヤーノら技術陣もフェラーリに移籍した。フェラーリは最終戦の地元イタリアGPでD50を投入したが、イングルベールタイヤとの相性が悪く、フリー走行や予選でトレッドが吹き飛ぶアクシデントが続出したため、決勝での使用は見送られた。

## フェラーリ時代

### ランチア・フェラーリ D50
フェラーリに渡ったD50は改修を施され、1956年シーズンの主力マシンとして使用された。名称は「ランチア・フェラーリ D50（またはフェラーリ D50）」と呼ばれた。
エンジンはショートストローク化され、D50の特徴であった外部燃料タンクは操縦席後方に戻された。サイドポンツーンはメインボディと一体化されたが、内部は空洞である。フランスGP予選では空気抵抗を減らすストリームラインボディも試された。初戦アルゼンチンGPには旧車555F1の車体にD50エンジンを搭載したバージョンも持ち込まれた。
チームには前年のル・マン24時間レースの大事故でレース活動を止めたメルセデス・ベンツからチャンピオンのファン・マヌエル・ファンジオが移籍してきた。フェラーリ勢は若手のルイジ・ムッソが1勝、ピーター・コリンズが2勝、ベテランのファンジオが3勝し、コリンズとファンジオがチャンピオン候補となった。最終戦イタリアGPでファンジオはステアリング故障のためピットに戻るが、ピットインしたコリンズからマシンを譲られレースに復帰し、4度目のドライバーズタイトルを獲得した。

### フェラーリ 801F1
1957年はD50が大幅に改造され、名称もフェラーリ 801F1となった。801は「F1用の8気筒エンジンマシン」をあらわす。エンジンとシャーシは新設計され、サスペンションも改修。サイドポンツーンは廃止され、伝統的な砲弾型のボディに戻った。
この年のフェラーリはマセラティとヴァンウォールの影に隠れて1勝もできずに終わった。ドイツGPではマセラティに移籍したファンジオに伝説の大逆転劇を許した。また、スポーツカーレースでエウジェニオ・キャステロッティとアルフォンソ・デ・ポルタゴが相次いで事故死するなど、フェラーリにとって暗い話題の多いシーズンとなった。

## スペック
数値はフェラーリ 801F1のもの。
シャーシ
- 構造 スチール製チューブラーフレーム
- 全長  mm
- 全幅  mm
- 全高  mm
- ホイルベース 2,280mm
- トレッド 1,305mm（前） 1,334mm（後）
- ギアボックス 5速＋後進1速
- 重量 650kg
- サスペンション 
  - 前 ダブルウィッシュボーン・コイルスプリング
  - 後 ド・ディオンアクスル・リーフスプリング
- ブレーキ ドラム式

エンジン
- 気筒数・角度 V型8気筒・90度
- ボア・ストローク 76×68.5mm
- 排気量 2,485cc
- 最高出力 275馬力/8400回転
- 動弁 DOHC・1気筒あたり2バルブ
- キャブレター ソレックス40 PIIキャブレター（×4）
- 点火装置 ツインスパーク
- 潤滑システム ドライサンプ
- クラッチ ツインプレート
- 最高速度 280km/h

タイヤ
- メーカー エングルベール
- 前輪サイズ 5.50×16
- 後輪サイズ 7.00×16

## 成績
(key) (太字はポールポジション、斜体はファステストラップ)
| 年   | チーム                   | シャシー                                    | エンジン                | タイヤ | ドライバー                         | 1       | 2       | 3   | 4   | 5   | 6       | 7         | 8       | 9   | ポイント | ランキング |
| ---- | ------------------------ | ------------------------------------------- | ----------------------- | ------ | ---------------------------------- | ------- | ------- | --- | --- | --- | ------- | --------- | ------- | --- | -------- | ---------- |
| 1954 | スクーデリア・ランチア   | ランチア・D50                               | ランチア DS50 2.5L V8   | P      |                                    | ARG     | 500     | BEL | FRA | GBR | GER     | SUI       | ITA     | ESP | -*       | -*         |
| 1954 | スクーデリア・ランチア   | ランチア・D50                               | ランチア DS50 2.5L V8   | P      | アルベルト・アスカリ               |         |         |     |     |     |         |           |         | Ret | -*       | -*         |
| 1954 | スクーデリア・ランチア   | ランチア・D50                               | ランチア DS50 2.5L V8   | P      | ルイジ・ヴィッロレージ             |         |         |     |     |     |         |           |         | Ret | -*       | -*         |
| 1955 | スクーデリア・ランチア   | ランチア・D50                               | ランチア DS50 2.5L V8   | P      |                                    | ARG     | MON     | 500 | BEL | NED | GBR     | ITA       |         |     | -*       | -*         |
| 1955 | スクーデリア・ランチア   | ランチア・D50                               | ランチア DS50 2.5L V8   | P      | アルベルト・アスカリ               | Ret     | Ret     |     |     |     |         |           |         |     | -*       | -*         |
| 1955 | スクーデリア・ランチア   | ランチア・D50                               | ランチア DS50 2.5L V8   | P      | ルイジ・ヴィッロレージ             | Ret†    | 5       |     |     |     |         |           |         |     | -*       | -*         |
| 1955 | スクーデリア・ランチア   | ランチア・D50                               | ランチア DS50 2.5L V8   | P      | エウジェニオ・カステロッティ       | Ret†    | 2       |     | Ret |     |         |           |         |     | -*       | -*         |
| 1955 | スクーデリア・ランチア   | ランチア・D50                               | ランチア DS50 2.5L V8   | P      | ルイ・シロン                       |         | 6       |     |     |     |         |           |         |     | -*       | -*         |
| 1955 | スクーデリア・フェラーリ | ランチア・D50                               | ランチア DS50 2.5L V8   | E      | ジュゼッペ・ファリーナ             |         |         |     |     |     |         | DNS       |         |     | -*       | -*         |
| 1955 | スクーデリア・フェラーリ | ランチア・D50                               | ランチア DS50 2.5L V8   | E      | ルイジ・ヴィッロレージ             |         |         |     |     |     |         | DNS       |         |     | -*       | -*         |
| 1956 | スクーデリア・フェラーリ | ランチア・フェラーリ D50                    | フェラーリ DS50 2.5L V8 | P E    |                                    | ARG     | MON     | 500 | BEL | FRA | GBR     | GER       | ITA     |     | -*       | -*         |
| 1956 | スクーデリア・フェラーリ | ランチア・フェラーリ D50                    | フェラーリ DS50 2.5L V8 | P E    | ファン・マヌエル・ファンジオ       | 1†/ Ret | 2†/ 4†  |     | Ret | 4   | 1       | 1         | 2†/ 8†  |     | -*       | -*         |
| 1956 | スクーデリア・フェラーリ | ランチア・フェラーリ D50                    | フェラーリ DS50 2.5L V8 | P E    | エウジェニオ・カステロッティ       | Ret     | 4†/ Ret |     | Ret | 2   | 10†     | Ret† /Ret | 8†/ Ret |     | -*       | -*         |
| 1956 | スクーデリア・フェラーリ | ランチア・フェラーリ D50                    | フェラーリ DS50 2.5L V8 | P E    | ルイジ・ムッソ                     | 1†      | Ret     |     |     |     |         | Ret†      | Ret     |     | -*       | -*         |
| 1956 | スクーデリア・フェラーリ | ランチア・フェラーリ D50                    | フェラーリ DS50 2.5L V8 | P E    | ピーター・コリンズ                 |         | 2†      |     | 1   | 1   | 2†/ Ret | Ret† /Ret | 2†      |     | -*       | -*         |
| 1956 | スクーデリア・フェラーリ | ランチア・フェラーリ D50                    | フェラーリ DS50 2.5L V8 | P E    | オリヴィエ・ジャンドビアン         |         |         |     |     | Ret | DNA     |           |         |     | -*       | -*         |
| 1956 | スクーデリア・フェラーリ | ランチア・フェラーリ D50                    | フェラーリ DS50 2.5L V8 | P E    | ポール・フレール                   |         |         |     | 2   |     |         |           |         |     | -*       | -*         |
| 1956 | スクーデリア・フェラーリ | ランチア・フェラーリ D50                    | フェラーリ DS50 2.5L V8 | P E    | アンドレ・ピレット                 |         |         |     | 6   |     |         |           |         |     | -*       | -*         |
| 1956 | スクーデリア・フェラーリ | ランチア・フェラーリ D50                    | フェラーリ DS50 2.5L V8 | P E    | アルフォンソ・デ・ポルターゴ       |         |         |     |     | Ret | 2†/ 10† | Ret†      | Ret     |     | -*       | -*         |
| 1956 | スクーデリア・フェラーリ | ランチア・フェラーリ D50                    | フェラーリ DS50 2.5L V8 | P E    | ヴォルフガング・フォン・トリップス |         |         |     |     |     |         |           | DNS     |     | -*       | -*         |
| 1957 | スクーデリア・フェラーリ | ランチア・フェラーリ D50A フェラーリ・801F1 | フェラーリ DS50 2.5L V8 | E      |                                    | ARG     | MON     | 500 | FRA | GBR | GER     | PES       | ITA     |     | -*       | -*         |
| 1957 | スクーデリア・フェラーリ | ランチア・フェラーリ D50A フェラーリ・801F1 | フェラーリ DS50 2.5L V8 | E      | ピーター・コリンズ                 | 6†/ Ret | Ret     |     | 3   | Ret | 3       |           | Ret     |     | -*       | -*         |
| 1957 | スクーデリア・フェラーリ | ランチア・フェラーリ D50A フェラーリ・801F1 | フェラーリ DS50 2.5L V8 | E      | ルイジ・ムッソ                     | Ret     |         |     | 2   | 2   | 4       | Ret       | 8       |     | -*       | -*         |
| 1957 | スクーデリア・フェラーリ | ランチア・フェラーリ D50A フェラーリ・801F1 | フェラーリ DS50 2.5L V8 | E      | エウジェニオ・カステロッティ       | Ret     |         |     |     |     |         |           |         |     | -*       | -*         |
| 1957 | スクーデリア・フェラーリ | ランチア・フェラーリ D50A フェラーリ・801F1 | フェラーリ DS50 2.5L V8 | E      | マイク・ホーソーン                 | Ret     | Ret†    |     | 4   | 3   | 2       |           | 6       |     | -*       | -*         |
| 1957 | スクーデリア・フェラーリ | ランチア・フェラーリ D50A フェラーリ・801F1 | フェラーリ DS50 2.5L V8 | E      | ヴォルフガング・フォン・トリップス | 6†      | 7†      |     |     |     |         |           | 3       |     | -*       | -*         |
| 1957 | スクーデリア・フェラーリ | ランチア・フェラーリ D50A フェラーリ・801F1 | フェラーリ DS50 2.5L V8 | E      | チェーザレ・ペルディーサ           | 6†      |         |     |     |     |         |           |         |     | -*       | -*         |
| 1957 | スクーデリア・フェラーリ | ランチア・フェラーリ D50A フェラーリ・801F1 | フェラーリ DS50 2.5L V8 | E      | アルフォンソ・デ・ポルターゴ       | 5†      |         |     |     |     |         |           |         |     | -*       | -*         |
| 1957 | スクーデリア・フェラーリ | ランチア・フェラーリ D50A フェラーリ・801F1 | フェラーリ DS50 2.5L V8 | E      | ホセ・フロイラン・ゴンザレス       | 5†      |         |     |     |     |         |           |         |     | -*       | -*         |
| 1957 | スクーデリア・フェラーリ | ランチア・フェラーリ D50A フェラーリ・801F1 | フェラーリ DS50 2.5L V8 | E      | モーリス・トランティニアン         |         | 5       |     | Ret | 4   | DNS     |           |         |     | -*       | -*         |

- * コンストラクタータイトルは1958年から設定された。このためコンストラクターとしてのポイントやランキングは存在しない。
- †印は同じ車両を使用したドライバーに順位とポイントが配分された。